# Federico Andres Genoud
Pour les articles homonymes, voir Genoud.
Pas d'image ? Cliquez ici

a Compétitions nationales et continentales officielles uniquement.

b Matchs officiels uniquement.
Federico Andres Genoud, né le 3 juillet 1981 à Mendoza (Argentine), est un joueur de rugby argentin, évoluant au poste de troisième ligne aile pour l'équipe d'Argentine.

## Carrière

### En équipe nationale
Federico Andres Genoud a connu sept sélections internationales en équipe d'Argentine entre 2004 et 2008.
Il a eu sa première cape le 25 avril 2004 contre l'équipe du Chili.

## Palmarès
- 7 sélections en équipe d'Argentine
- Sélections par année : 3 en 2004, 2 en 2005, 2 en 2008.